# Poupry
Poupry is een gemeente in het Franse departement Eure-et-Loir (regio Centre-Val de Loire) en telt 103 inwoners (2009). De plaats maakt deel uit van het arrondissement Châteaudun.

## Geografie
De oppervlakte van Poupry bedraagt 14,7 km², de bevolkingsdichtheid is dus 7 inwoners per km².
De onderstaande kaart toont de ligging van Poupry met de belangrijkste infrastructuur en aangrenzende gemeenten.

## Demografie
Onderstaande figuur toont het verloop van het inwonertal (bron: INSEE-tellingen).